# Haurum-Sall Centralskole
Haurum-Sall Centralskole var en folkeskole, der lå i den østlige ende af Sall. Den blev oprettet i 1963 ved sammenlægning af de tidligere skoler i Haurum og Sall. Der var fire skoler i det hele, idet der var både forskole (1-2 klasse) og hovedskole (3-7 klasse) i hver af de to byer. Forskolen i Haurum blev dog bevaret indtil 1967. 
Skolen omfattede i de første år klasserne 1 – 7. Senere kom der en børnehaveklasse til, inden 7. klasse blev nedlagt i 2006. Skolens elevtal varierede gennem årene mellem ca. 80 og 150. Der var ca. 10 lærere og pædagoger tilknyttet skolen.
Den 29. januar 2008 besluttede byrådet i Favrskov kommune, at nedlægge Haurum-Sall Centralskole med udgangen af skoleåret 2008/9. Men som så mange andre steder i landet, tog forældrene initiativ til oprettelse af en friskole.
Den 28. februar 2008 var der stiftende generalforsamling i den nye Frijsendal friskole, som startede undervisningen den 10. august 2009.
|  | Denne artikel om en bygning eller et bygningsværk kan blive bedre, hvis der indsættes et (bedre) billede. Du kan hjælpe ved at afsøge Wikimedia Commons for et passende billede eller lægge et op på Wikimedia Commons med en af de tilladte licenser og indsætte det i artiklen. |

56°16′48.55″N 9°49′51.69″Ø / 56.2801528°N 9.8310250°Ø